# 저 별은 나의 별 (2006년 드라마)
《저 별은 나의 별》은 2006년 8월 26일에 MBC에서 방영한 베스트극장이다.

## 등장 인물

### 주요 인물
- 고정민 : 길연경 역
- 이지훈 : 진주화 역

### 주변 인물
- 이기열 : 길종수 역 - 연경의 아버지
- 장정희 : 전미자 역 - 연경의 어머니
- 이용주 : 길범근 역 - 연경의 동생
- 김성겸 : 진동규 역 - 주화의 아버지

### 그 외 인물
- 이두일
- 이칸희
- 이연경
- 박주희
- 박형선
- 박정은
- 박수일
- 허정민
- 류현철
- 이종래
- 정병철
- 박성균
- 홍승범
- 현숙희
- 한동환
- 허성